# اسماعیل یکانی
اسماعیل یکانی(۱۲۶۶–۱۳۵۳) حقوق‌دان، فعال سیاسی و از مشروطه خواهان تبریز، روزنامه‌نگار، ادیب و شاعر و خوشنویس معاصر که ریاست دادگاه انتظامی قضات را در دوره دودمان پهلوی بر عهده داشت.

## تولد و تحصیلات
اسماعیل یکانی فرزند ابراهیم خان یکانی در سال ۱۲۶۶ در مرند به دنیا آمد. او تحصیلات حوزوی خود را در تبریز به پایان برده و در دروس ادبیات فارسی و عربی، فلسفه، منطق، فقه و اصول، ریاضیات و هیئت دارای توانمندی بالایی بود. یکانی پس از اتمام دورس حوزوی و کسب اجازه در حوزه علمیه تبریز به تدریس مشغول شد.

## خانواده
یکانی پس از همراهی با مهاجرین و بازگشت به تهران با دختر میرزا ابراهیم آقای صبا، نخستین نماینده مردم تبریز در دوره اول مجلس شورای ملی که در دفاع از مشروطه کشته شد، ازدواج کرد. همسر اول ایشان سه سال بعد فوت می‌کنند. حاصل این ازدواج یک فرزند بنام هوشنگ است.
همسر بعدی ایشان سیده خانم عفت الملوک میر قلیج فارغ‌التحصیل کالج آمریکائی بود که حاصل این پیوند از این همسر سه فرزند به نام‌های جمشید؛ همایون‌دخت و لیدا می‌باشد.

## فعالیت‌های دوران مشروطه
در جریان نهضت مشروطیت او از جمله آزادیخواهانی بود که با ستارخان و باقرخان همراهی نمود.
اسماعیل یکانی پیروزی انقلاب مشروطه و فتح تهران و خلع محمدعلی شاه قاجار روزنامه تبریز را دایر کرده ولی پس از مدت زمانی این روزنامه را به میرزا حسین خان کمال واگذار کرد به تهران آمد.

## فعالیت‌های سیاسی
یکانی پس از حضور در صحنه پرآشوب سیاست ایران از همان دوران اولیه با احزاب فعالیت خود را آغاز کرد و در برخی احزاب مانند حزب عامیون و حزب دموکرات آذربایجان عضو بوده و در تهران نیز متصدی تسلیحات و مسئول حوزه هفت این گروه منصوب گشتند؛ و در همین راه زمانی‌هایی را نیز در عمر خویش را در زندان؛ تبعید و در خفا گذرانید. آن وی در تمامی سه دوره حزب دموکرات از فعالیت مؤثر و مهم محسوب می‌شد. در تاریخچه فرقه دموکرات یا جمعیت عامیون نوشته حسین جودت نام او در صفحه ۲۴ جزء اعضای حزب؛ در صفحه ۱۱۳ جزء هسته مرکزی یا هیئت مؤسسین و در صفحات ۱۳۵–۱۳۶ به عنوان ناظم حوزه ۷ حزب عامیون ثبت گردیده‌است.

## فعالیت‌های قضائی
پس از بازگشایی دادگستری توسط علی اکبر داور به دادگستری راه یافته و در کسوت قضاوت و مستشاری دیوان جزای عمال دولت (دیوان کیفر) مشغول شد.
از جمله محاکمات او می‌توان به حضور در هیئت قضات محاکمه تیمورتاش (۱۳۱۱)، محاکمه سرپاس مختاری (۱۳۲۱) اشاره کرد. او همچنین جزء هیئت تصفیه کارمندان دولت در سال ۱۳۲۹ و هیئت معتمدان برای محاکمه وزرا (۱۳۴۶) انتخاب شد.
یکانی همچنین سمت‌های مدیریت شعبه تفتیش وزارت معارف و اوقاف و صنایع مستظرفه؛ مدیریت صندوق و عایدات آن وزارت؛ مستشاری و ریاست دیوان عالی کیفر کارکنان دولت (۱۳۲۲–۱۳۲۹)؛ مستشاری دیوان عالی کشور؛ مستشاری عالی انتظامی را برعهده داشت و او سر انجام به سمت ریاست دادگاه عالی انتظامی قضات انتخاب شد و تا پایان دوره بازنشستگی در این سمت باقی ماند.

## تالیفات[۵]
احمد کسروی کتاب دین و شئون را نوشته او می‌داند که اسدالله ممقانی به نام خود چاپ کرده‌است اما پسرش در معرفی کتاب‌های پدرش به این نکته اشاره ای ندارد.
1. دیوان اشعار یکانی (چاپ ناشده)
2. ترجمه و تفسیر قصیده غرای – بانت سعاد – شرف‌الدین بوصیری که در ستایش محمد سروده شده.
3. شرح حال سید حسن تقی‌زاده
4. شرح حال حسین کاظم‌زاده ایرانشهر
5. نادره ایام حکیم عمر خیام. نشر انجمن آثار ملی- اثر تحقیقی که دربارهٔ عقاید و مراتب علم و دانش خیام در قطع بزرگ و در ۴۰۸ صفحه به سال ۱۳۴۲ منتشر گردیده‌است.
6. فرهنگ منظوم فارسی فرانسه – این فرهنگ در سال ۱۳۱۸ منتشر گردیده و حاوی دو هزار لغت بوده‌است.
7. سرآغاز – یک منظومه که در سال ۱۳۳۰ قمری در استانبول چاپ گردیده‌است.
8. مجموعه مقالات غیر مطبوع
9. مقالات مطبوع در روزنامه‌ها و مجلات وقت منجمله کاوه منتشر در برلن؛ نوبهار به مدیر مسئولی ملک الشعر بهار؛ پروین به مدیر مسئولی عبدالرحیم خلخالی؛ روزنامه یومیه ایران؛ روزنامه تبریز؛ مجله یغما و …
10. سخن‌شناسی – در ۴۴۲ صفحه به قطع بزرگ در موضوع ادبیات و صنایع مستظرفه که در سال ۱۳۴۶ توسط نشر ابن سینا منتشر گردیده بود.
11. اثر منظوم دربارهٔ بیداد حکومت استبداد در ۱۲۰۰ بیت. این اثر به سال ۱۳۳۰ قمری در استانبول منتشر گردیده‌است.

## درگذشت
در سال ۱۳۵۳ درگذشت.